# Petter Kukkonen
Petter Kukkonen, né le 20 août 1981 à Lieksa, est un coureur finlandais du combiné nordique, devenu entraîneur.

## Biographie
Il obtient ses meilleurs résultats dans les Championnats du monde junior, remportant les titres du sprint et de l'épreuve par équipes en 2000 et la médaille d'argent par équipes en 2001. Il participe à la Coupe du monde pour la première fois en mars 2000.
Sa carrière internationale s'achève en 2004.
Il devient ensuite entraîneur, notamment dans l'équipe d'Estonie, puis prend en charge l'équipe nationale finlandaise en 2012, apportant des changements dans les techniques d'entraînement. Des athlètes comme Eero Hirvonen ou Ilkka Herola se développent sous ses ordres.
En parallèle de son travail d'entraîneur de l'équipe de Finlande de combiné nordique, il publie en 2020 son premier roman.

## Palmarès

### Coupe du monde
- Meilleur classement général : 55e en 2000.

#### Différents classements en Coupe du monde
| Année | Classement général final |
| 2000  | 55e                      |

### Championnats du monde junior
- Médaille d'or du sprint et par équipes en 2000.
- Médaille d'argent par équipes en 2001.

## Publications
- (fi) Petter Kukkonen, Oliivipuut eivät koskaan kuole, Docendo (fi), 2020, 759 p. (ISBN 9789522918017)